# 정읍 지사리 고분군
정읍 지사리 고분군(井邑 知士里 古墳群)은 대한민국 전북특별자치도 정읍시 영원면 은선리에 있는 고분군이다. 1981년 4월 1일 전라북도의 기념물 제59호로 지정되었다.

## 개요
지사리 남쪽 고부와 부안을 잇는 도로변에 위치한 무덤들이다.
원래 4기의 무덤이 있었으나, 도로를 만들면서 가장 동쪽에 있는 봉분이 파괴되었다. 형태는 구덩식(수혈식)이며, 유물은 도굴되어 거의 남아있지 않은 상태이다.
지사리 무덤들은 백제 전기인 4세기 말에서 5세기 전반의 것으로 구덩식(수혈식)무덤으로는 가장 큰 규모이다.

## 참고 자료
- 지사리고분군 - 국가유산청 국가유산포털